# پاولوف (ناحیه ژدار ناد سازاوو)
پاولوف (به چکی: Pavlov) یک منطقهٔ مسکونی در جمهوری چک است که در ناحیه ژدار ناد سازاووو واقع شده‌است. پاولوف ۱۱٫۶۳ کیلومتر مربع مساحت و ۳۲۷ نفر جمعیت دارد و ۵۷۴ متر بالاتر از سطح دریا واقع شده‌است.